# Acul-du-Nord (arrondissement)
Acul-du-Nord (Haïtiaans-Creools: Akil dinò) is een arrondissement van het Haïtiaanse departement Nord, met 130.000 inwoners inwoners. De postcodes van dit arrondissement beginnen met het getal 12.
Het arrondissement Acul-du-Nord bestaat uit de volgende gemeenten:
- Acul-du-Nord (hoofdplaats van het arrondissement)
- Plaine-du-Nord
- Milot